# Йохан Зайфрид фон Егенберг
Йохан Зайфрид фон Егенберг (на немски: Johann Seyfried von Eggenberg) е 4. имперски княз фон Егенберг (1710 – 1713) и покняжен граф на Градиска (1672 – 1713) (днес в регион Фриули-Венеция Джулия).

## Биография
Роден е на 13 август 1644 година в Прага, Бохемско кралство. Той е малкият син на княз Йохан Антон I фон Егенберг (1610 – 1649) и съпругата му маркграфиня Анна Мария фон Бранденбург-Байройт (1609 – 1680), дъщеря на маркграф Христиан фон Бранденбург-Байройт и принцеса Мария от Прусия, дъщеря на Албрехт Фридрих, херцог на Прусия. Баща му е един от най-богатите мъже по това време.
Брат е на Мария Елизабет (1640 – 1715), омъжена 1656 г. за княз Фердинанд Йозеф фон Дитрихщайн (1636 – 1698), и на Йохан Христиан I (1641 – 1710), княз на Егенберг, женен 1666 г. за принцеса Мария Ернестина фон Шварценберг (1649 – 1719).
През 1697 г. той е 590. рицар на ордена на Златното руно.
Умира на 5 октомври 1713 година в дворец Валдщайн в Грац на 69-годишна възраст.

## Фамилия
Първи брак: на 11 юли 1666 г. с принцеса Мария Елеонора Розалия фон и цу Лихтенщайн (* 1647; † 7 август 1704), дъщеря на княз Карл Евсебий фон Лихтенщайн) (1611 – 1684) и графиня Йохана Беатрикс фон Дитрихщайн-Николсбург (1625 – 1676). Те имат два сина:
- Йохан Антон II Йозеф (* 6/7 януари 1669; † 9 януари 1716), женен на 9 март 1692 г. за графиня Мария Каролина зе Ахтернберка (* ок. 1670; † 9 април 1754)
- Леополд Йан Йозеф (* 15 юли 1675; † сл. ок. 1675)

Втори брак: на 12 юли 1704 г. с графиня Мария Йозефа Антония фон Орсини и Розенберг (* 5 юли 1690, Виена; † 17 март 1715, Грац), дъщеря на граф Волфганг Андреас фон Орсини и Розенберг (1626 – 1695) и графиня Ернестина Фаустина Барбара Монтекуколи (1663 – 1701). Те имат една дъщеря:
- Мария Йозефа Амалия Антония (* 24 януари 1709; † 7 май 1755, Грац), омъжена на 24 януари 1724 във Виена за граф Йохан Вилхелм фон Зинцендорф и Танхаузен (* 10 ноември 1697; † 6 януари 1766, Виена)